# Samuel Schmid
Pour les articles homonymes, voir Schmid.
Samuel Schmid, né le 8 janvier 1947 à Rüti bei Büren (originaire d'Attiswil), est un homme politique suisse, membre de l'Union démocratique du centre (UDC), puis du Parti bourgeois-démocratique (PBD). 
Député du canton de Berne au Conseil national de 1994 à 1999 puis au Conseil des États de 1999 à 2000, il est conseiller fédéral du 6 décembre 2000 au 31 décembre 2008, à la tête du Département fédéral de la défense, de la protection de la population et des sports (DDPS), et président de la Confédération en 2005.

## Biographie
Originaire d'Attiswil, Samuel Schmid naît le 8 janvier 1947. Il est le fils d'un instituteur et président de commune.
Après son gymnase à Soleure (il est aujourd'hui membre d'honneur de l'Alt-Wengia), il étudie le droit à l'Université de Berne, puis exerce la profession d'avocat et de notaire. 
Il est marié depuis 1971 et père de trois enfants. Peter, son frère aîné, a été membre du Conseil exécutif du canton de Berne.

## Parcours politique
Devenu maire de sa commune natale de Rüti bei Büren entre 1973 et 1982, il est ensuite élu député au Grand Conseil bernois de 1982 à 1993 puis conseiller national de 1994 à 1999 — période durant laquelle il préside le groupe UDC de l'Assemblée fédérale en 1998-1999 — et conseiller aux États de 1999 à 2000.
Appartenant alors à l'aile modérée de l'UDC, il est élu au Conseil fédéral le 6 décembre 2000 au sixième tour (105e conseiller fédéral de l'histoire), après avoir éliminé les candidats officiels, Rita Fuhrer et Roland Eberle. Toutefois, par la suite, il est souvent vilipendé par son parti qui le qualifie de « demi-conseiller fédéral » jusqu'à la scission effectuée par une partie de la section bernoise au mois de juin 2008, à laquelle Schmid se rallie.
Responsable à partir du 1er janvier 2001 du DDPS, il gagne, contre les milieux isolationnistes, une votation sur l'engagement de soldats à l'étranger dans des missions de promotion de la paix le 10 juin 2001 et réussit à faire adopter la réforme Armée XXI par le peuple le 18 mai 2003.
Président de la Confédération en 2005, il effectue des visites surprise sur le terrain, ce qui lui permet de rencontrer différents milieux de la population (pompiers, douaniers, personnel des hôpitaux, etc.). En novembre 2005, il prononce un discours très applaudi à Tunis, lors du Sommet mondial sur la société de l'information, où il défend fermement la liberté d'expression. Son discours est immédiatement censuré par la télévision tunisienne.
En 2008, il rejoint le PBD et devient, dès lors, le premier conseiller fédéral de cette nouvelle formation politique.
Selon le sondage de L'Illustré paru en octobre 2008, Samuel Schmid serait le conseiller fédéral le moins apprécié des Romands, prenant la dernière place du classement à Pascal Couchepin, relégué au dernier rang depuis 2002. Samuel Schmid annonce le 12 novembre 2008 au matin qu'il démissionne de ses fonctions de conseiller fédéral, avec effet au 31 décembre 2008, en invoquant son état de santé,.

## Activités après le Conseil fédéral
En 2009, il est membre du comité d'experts de la commission mise en place par l'Union européenne pour enquêter sur la deuxième guerre d'Ossétie du Sud.

## Sources
- Informations sur Samuel Schmid avec résultat de l'élection sur le site internet du Conseil fédéral suisse.